# Zurlengo
Zurlengo è una frazione e una parrocchia del comune di Pompiano, centro abitato della provincia di Brescia.
Fu comune autonomo fino al 1805, dal 1816 al 1859 aggiunto al comune di Gerolanuova  e successivamente unito al comune di Pompiano.
Nel Catastico Bresciano di Giovanni Da Lezze, il territorio di Zurlengo risulta iscritto come Terra esente.

## Monumenti e luoghi d'interesse

### Architetture religiose
- Chiesa dei Santi Giovanni Battista ed Evangelista, edificio di culto del XVI secolo, già da quel tempo sede di parrocchia. Dai documenti storici si nota che fino alla prima metà del XVII la chiesa era dedicata solamente a Giovanni Battista, successivamente cambierà il nome in San Giovanni Battista ed Evangelista.[4]

### Ville e palazzi
- Palazzo Martinengo
- Villa Feltrinelli già Negroboni (XVIII sec.)